# نعیم‌آباد (زرند)
نعیم‌آباد (زرند)، روستایی از توابع بخش یزدان آباد شهرستان زرند در استان کرمان ایران است.

## جمعیت
این روستا در دهستان یزدان آباد قرار دارد و براساس سرشماری مرکز آمار ایران در سال ۱۳۸۵، جمعیت آن ۹۱۰ نفر (۲۳۵خانوار) بوده‌است.